# Portão de São Vicente
O Portão de São Vicente (ou Porta de São Vicente ) é um antigo portão da cidade em Vannes, Bretanha, na França. Está listado na Base Mérimée como monumento histórico.

## Galeria

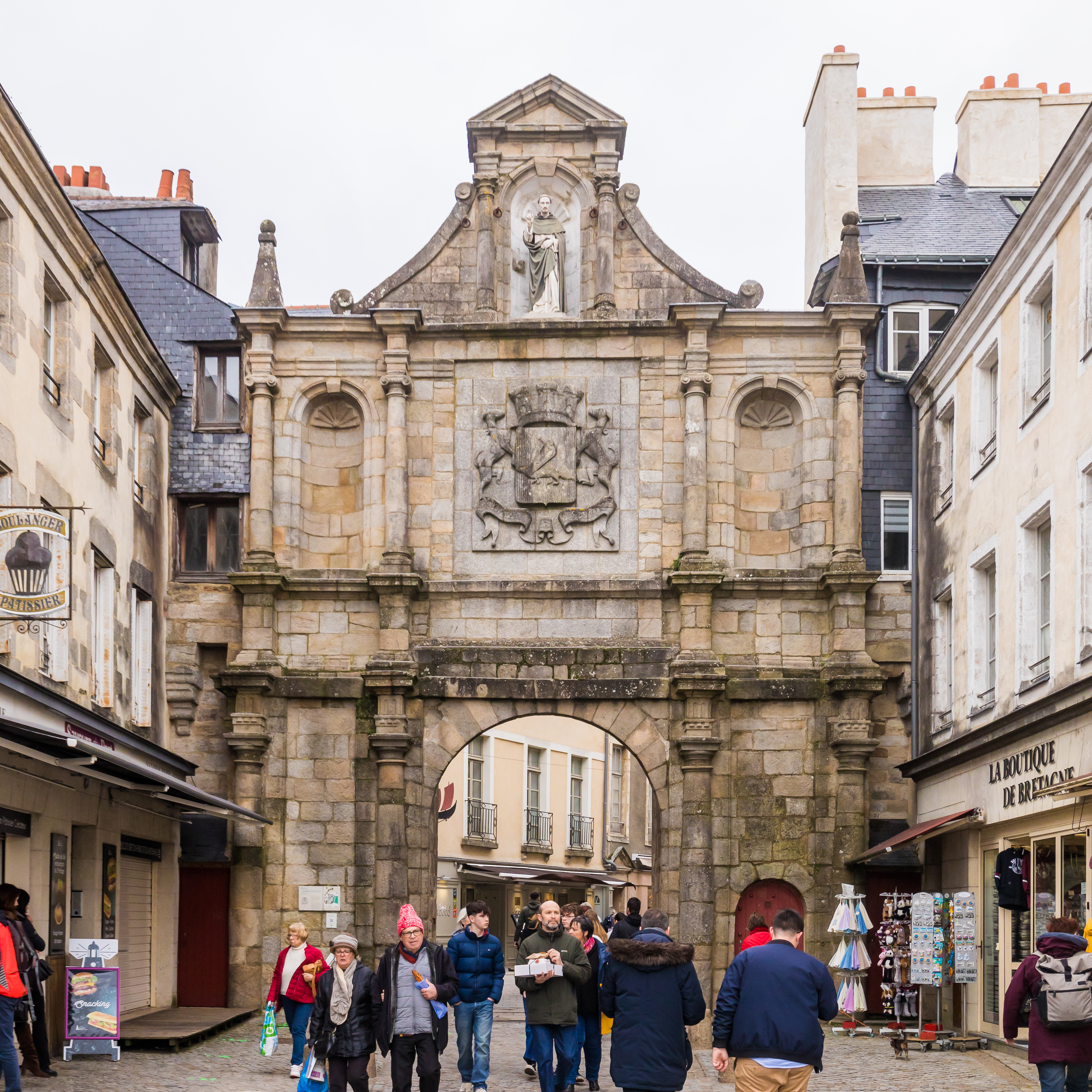
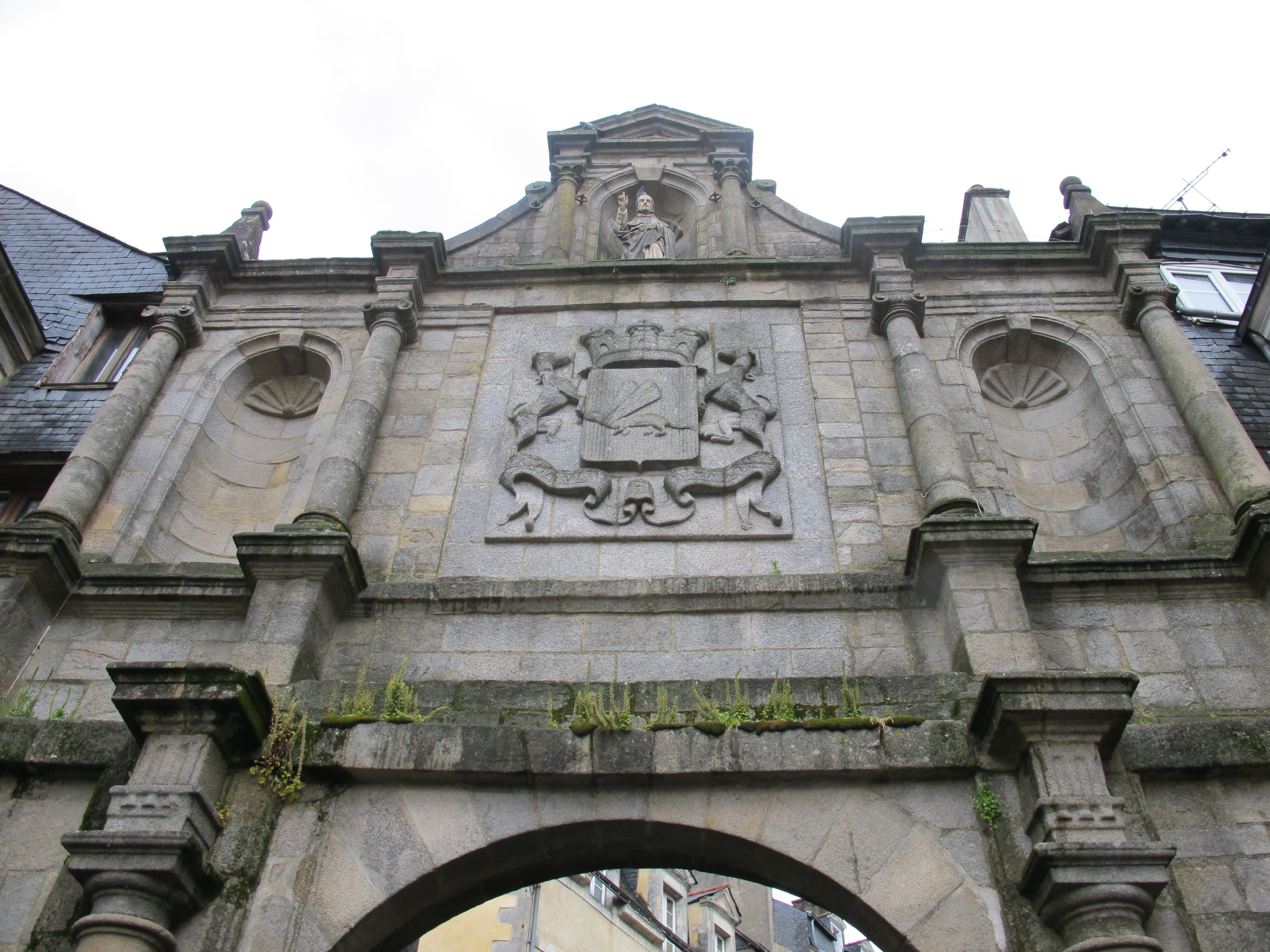
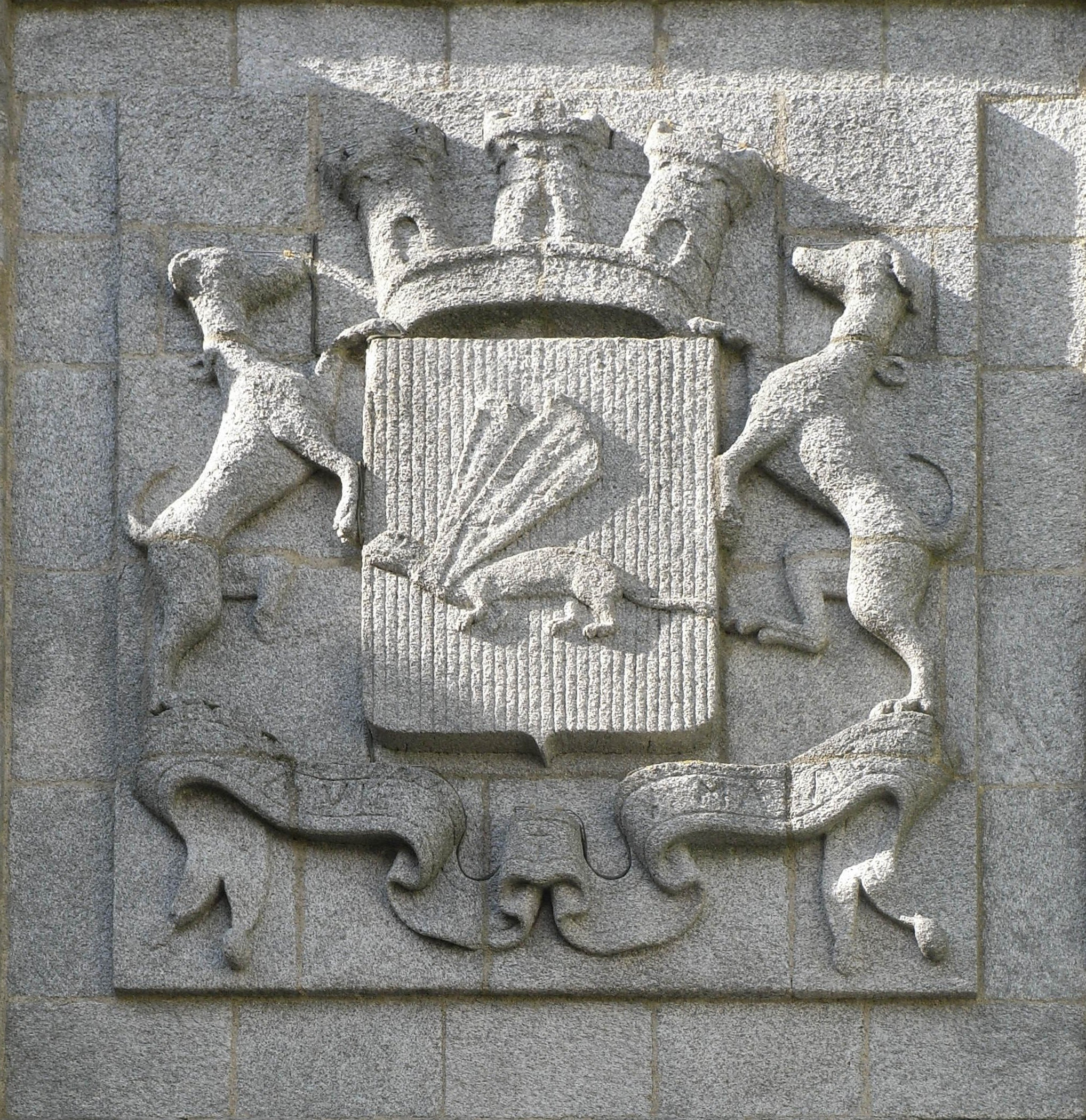